# Estádio Olímpico Pedro Ludovico Teixeira
O Estádio Olímpico Pedro Ludovico Teixeira, mais conhecido como Estádio Olímpico, é um estádio de futebol, localizado no centro da cidade de Goiânia, Goiás, Brasil. Foi inaugurado em 1941 em um terreno doado pelo Goiânia Esporte Clube.
Inicialmente com capacidade para 10.000 pessoas, hoje possui capacidade para 13.500 pessoas e atualmente é propriedade do governo do estado de Goiás. O nome original é uma homenagem ao fundador da capital goiana, Pedro Ludovico Teixeira. Ao seu lado, fica o Parque Aquático e o Ginásio Rio Vermelho, com capacidade para cinco mil pessoas, ainda abrigava sedes estaduais das secretarias de esporte, tais como, a federação goiana de judô, a federação goiana de caratê e a federação goiana de kart.

## História

### Antigo estádio

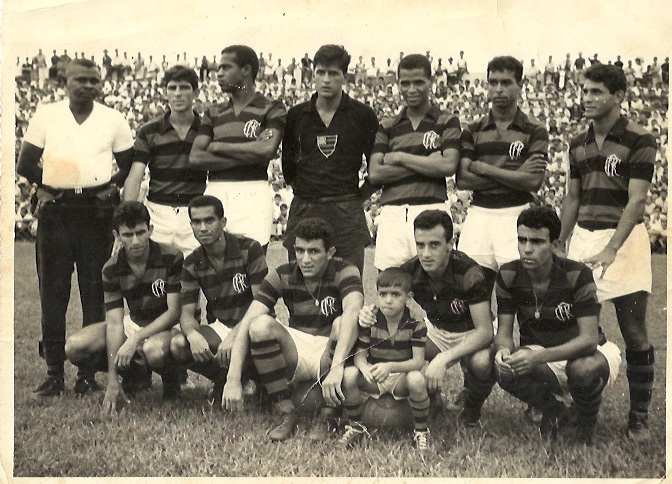
Time do Flamengo no Estádio Olímpico na década de 1960.

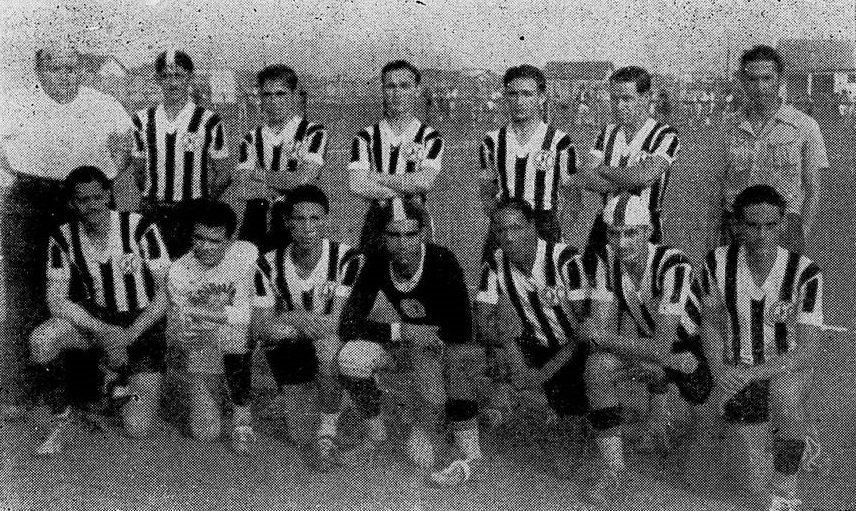
Equipe do Goiânia que venceu o América Mineiro por 2 a 0 em 1941, no Estádio Pedro Ludovico. Os gols alvinegros foram anotados por Ari e Rolim..

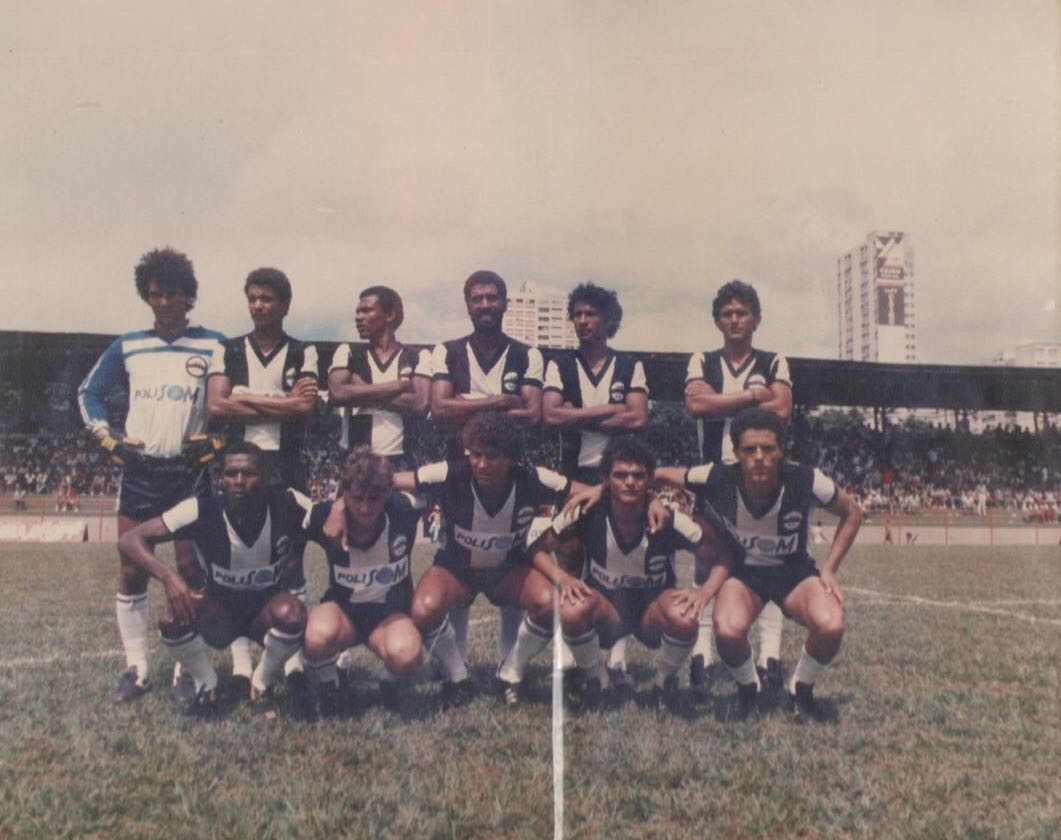
Goiânia em mais um jogo no Galinheiro (Olímpico). O clube doou a área para o Governo e durante muitos anos tinha o local como sua sede.

As obras do estádio começaram em 9 de fevereiro de 1940 e foram concluídas um ano depois, sendo inaugurado em 3 de setembro de 1941 durante uma vitória por 2 a 0 pelo Goiânia sobre o América Mineiro, tendo como o primeiro gol feito na história do estádio pelo jogador goianiense Ari.
O Estádio Olímpico de Goiânia foi o primeiro estádio goianiense com capacidade para dez mil torcedores e já realizou vários jogos importantes, sendo seu principal mandante o Goiânia Esporte Clube. O nome é uma homenagem ao fundador da capital, Pedro Ludovico Teixeira, torcedor histórico do Goiânia e seu grande apoiador, por lhe dar apoio material e financeiro.
Em 21 de março de 1965, ocorreu no Estádio Olímpico, o tradicional clássico Come-Fogo, inclusive, um dos maiores do Interior do Brasil, entre o Comercial e o Botafogo, ambos de Ribeirão Preto, a partida amistosa foi pelo Quadrangular da Cidade de Goiânia e terminou empatada em 1 a 1. Mesmo com a construção do Estádio Serra Dourada, em 1975, o Olímpico continuou sendo utilizado pelos clubes da capital.

#### Acidente radiológico de Goiânia

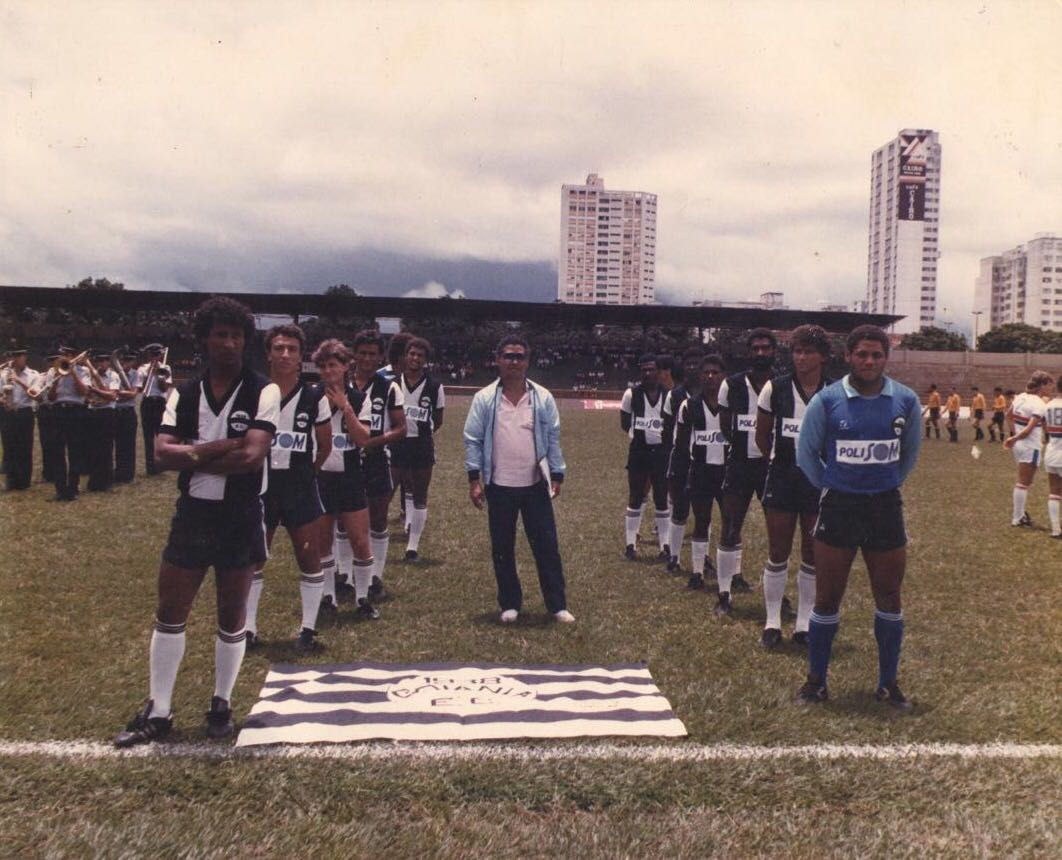
Equipe do Goiânia no Estádio Olímpico nos anos 1980.

Em 1987, com o acidente radiológico de Goiânia o estádio foi utilizado como abrigo para as pessoas contaminadas, que tiveram suas casas demolidas e objetos confiscados. Muitas pessoas, se submeteram a exames para determinar seu nível de radioatividade neste estádio. Naturalmente, o estádio não oferece perigo quanto à radioatividade.

#### Última partida e demolição
No dia 20 de março de 2005, o Goiânia perdeu para a Anapolina e foi rebaixado para a segunda divisão estadual. Esta foi a última partida oficial no estádio. O último clássico entre Goiás e Vila Nova foi no dia 27 de fevereiro do mesmo ano. O Tigre venceu por 1 a 0 com gol de Luciano. Pouco mais de um ano depois, no dia 5 de julho de 2006, o Olímpico começou a ser demolido.

### Falha no projeto, abandono e batalha na Justiça
O imbróglio judicial que se arrastou após a demolição do Olímpico está ligado justamente a estes dois módulos. Inicialmente, o estado lançou licitação única para as duas obras com orçamento previsto de R$ 40 milhões. Entretanto, durante a reforma houve divergência entre o governo e a Eletroenge, empresa licitada. Em 2009, a reforma foi paralisada. O governo alegou que o saldo contratual seria gasto sem que estádio e laboratório estivessem prontos.

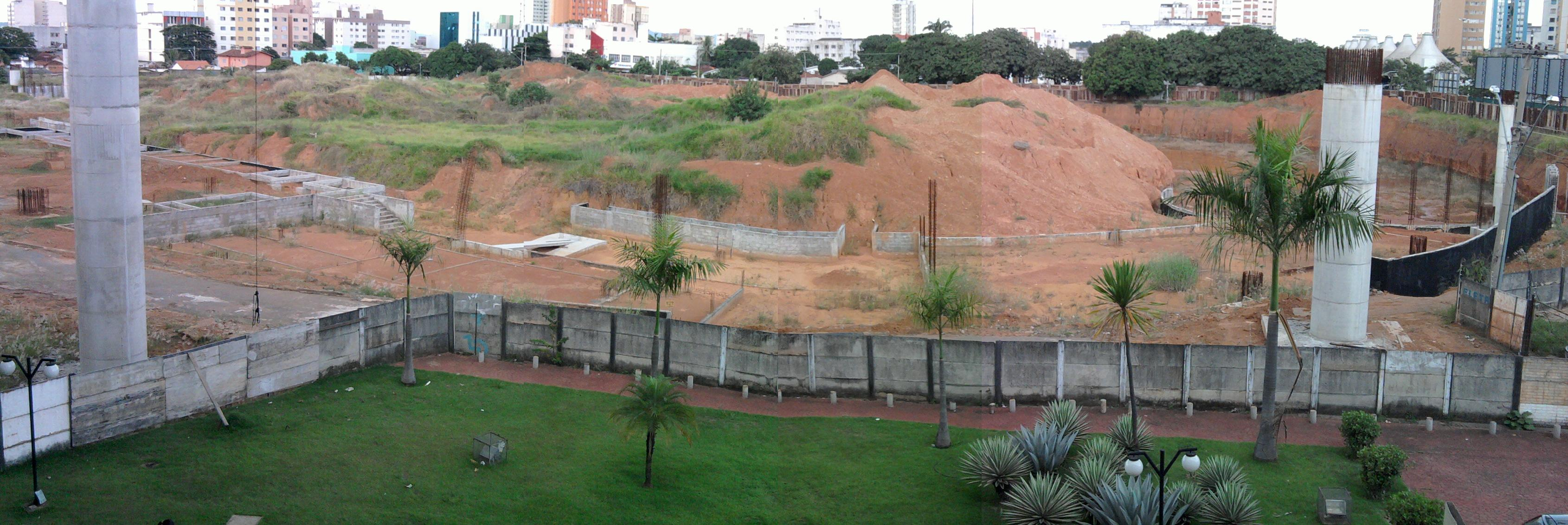
Terreno onde estava edificado o antigo Estádio Olímpico Pedro Ludovico.

Em julho de 2011, a liminar que garantia à empreiteira o direito de continuar a obra caiu, abrindo espaço para duas novas licitações: uma para o Estádio Olímpico e uma para o Laboratório de Capacitação e Pesquisa. Jayme Rincón admite que o projeto inicial de 2002 fornecido pela própria Agetop já estava “defasado”. O Olímpico sequer receberia partidas de futebol. O novo projeto ganhou, entre outros itens, mais vestiários e cabines de imprensa. O valor mais que dobrou.
Abandonado por tantos anos, o local sofreu com o descaso e a ação do tempo. Com mato alto, estrutura exposta e água parada, as obras do estádio Olímpico se tornaram um imenso criadouro do mosquito Aedes aegypti, transmissor da dengue. Moradores protestaram e tentaram agir por si só, mas não tiveram resultados.

### Retomada das obras
Em 2013, com dificuldades para receber recursos federais para retomar as obras do Centro de Excelência, o governo de Goiás assumiu a reforma e convocou nova licitação para o Estádio Olímpico. A convocação foi feita no dia 24 de julho com orçamento previsto de R$ 43,5 milhões. A construtora Porto Belo venceu a licitação para o Estádio Olímpico, e a construtora Milão assumiu o Laboratório de Capacitação.
Desde então, houve apenas uma paralisação entre setembro de dezembro de 2015. Segundo o governo, ela ocorreu devido ao atraso no repasse do financiamento feito junto ao Banco do Brasil. Em 2014, o valor firmado no ano anterior mais que dobrou depois de um aditivo contratual. A obra do novo Estádio Olímpico passou de R$ 39 milhões para quase R$ 95 milhões. No entanto, o custo ainda é maior levando em consideração o que foi feito e descartado antes da briga judicial.
No início, o estádio não previa receber partidas do Campeonato Brasileiro, o que foi alterado na reformulação do projeto antigo.

### Reinauguração e novo estádio
Dez anos após ter sido demolido, o Estádio Olímpico de Goiânia foi reinaugurado em 8 de agosto de 2016 com partida festiva entre seleção goiana e Seleção Brasileira de Masters, também com presença de alguns artistas. O jogo foi à noite, contou com dois tempos de 35 minutos e terminou com empate por 0 a 0. Pela manhã, houve solenidade com autoridades locais.
Reformado como um dos quatro módulos do Centro de Excelência do Esporte, anunciado em 1999. Antes de a bola rolar houve homenagem para ex-cronistas, ex-jogadores e ex-árbitros. Em campo, nomes famosos como Túlio Maravilha, Júnior Baiano, Viola, Amaral e Mauro Galvão reforçaram a seleção brasileira. No lado goiano estavam Fabão, Alex Dias, Alberto Santos, Josué, além do cantor Marrone e outros jogadores famosos no estado.

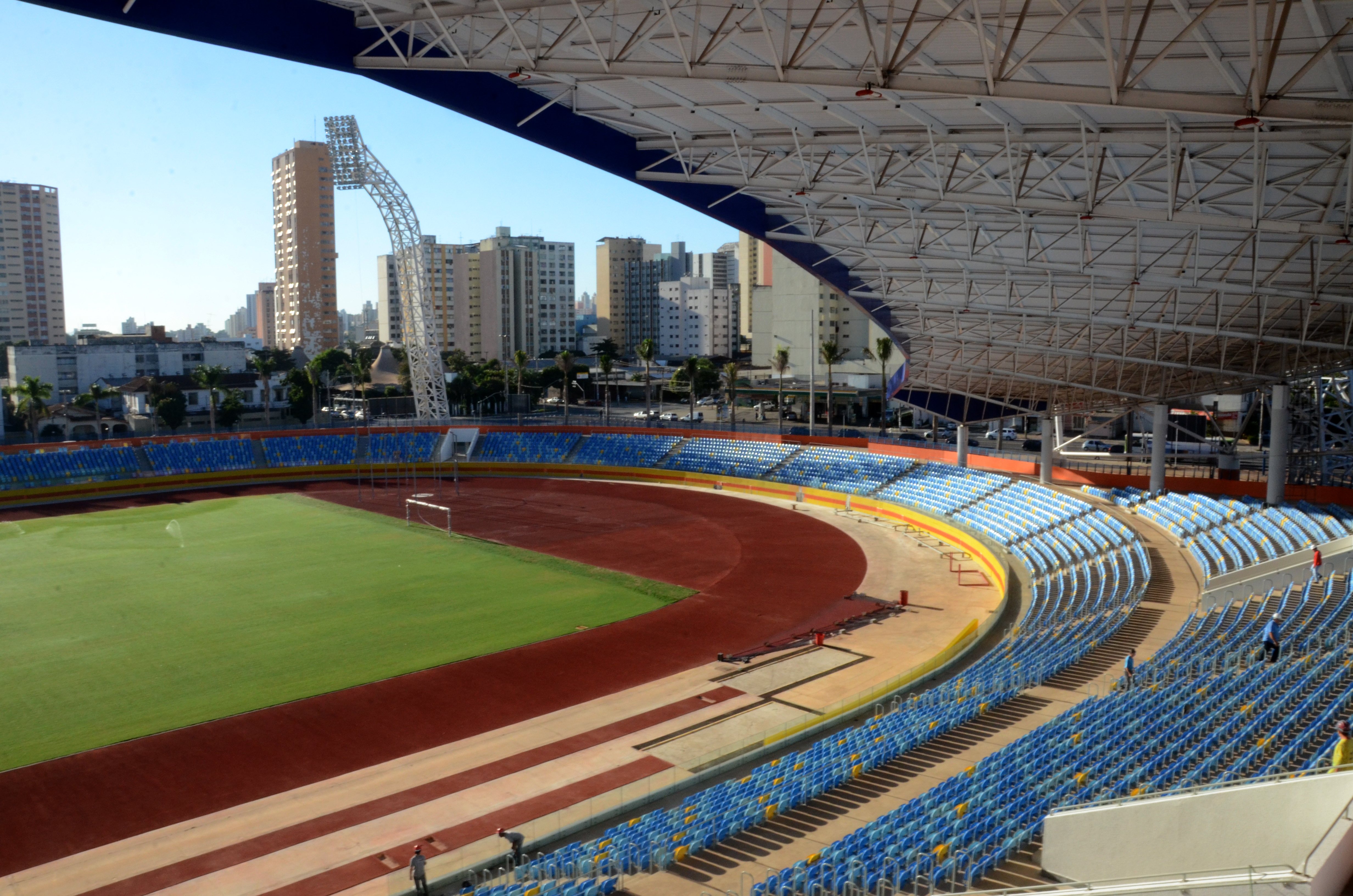
O estádio na época da reinauguração em 2015.

O novo Estádio Olímpico acomoda 13.500 pessoas sentadas com todos os lugares possuem assento plástico. O centro abrigará alojamento para os atletas com 150 vagas para homens e 150 para mulheres, refeitório, auditório para 200 pessoas, 14 salas de aula, academia e quadras de treinamento. O local, que tem mais de 33 mil metros quadrados de área construída, recebeu investimentos de R$ 155 milhões.
A primeira partida oficial após a reinauguração do Estádio Olímpico aconteceu em 27 de setembro de 2016, em um empate por 1 a 1 com as equipes do Atlético Goianiense e Joinville, pela Série B de 2016. O primeiro gol marcado após a reinauguração foi do jogador rubro-negro Jorginho, já o gol da equipe catarinense foi marcado pelo jogador Fernando Viana. Em 12 de novembro do mesmo ano, houve no estádio, a conquista da Série B de 2016 pelo Atlético Goianiense, o Atlético venceu o Tupi por 5 a 3 e foi o campeão do campeonato.
O Estádio Olímpico Pedro Ludovico Teixeira, foi escolhido com uma das sedes da Copa do Mundo FIFA Sub-17 de 2019, que foi disputada no Brasil, entre os meses de outubro e novembro de 2019. Com a mudança de local da Copa América de 2021 para o Brasil e a escolha de Goiânia como uma das cidade-sede, a estrutura do estádio fez o governo estadual preferir o Olímpico a nomes mais conhecidos como o Estádio Serra Dourada e o Estádio Antônio Accioly, do Atlético Goianiense, em condições piores do que o local escolhido como sede da Copa América.

## Principais eventos esportivos

### Copa do Mundo FIFA Sub-17 de 2019
Em junho de 2019, o estádio é definido como uma das sedes da Copa do Mundo FIFA Sub-17 de 2019 a ser disputada entre 22 de outubro e 17 de novembro.
| Data           | Horário (UTC−3) | Equipe #1 | Placar | Equipe #2     | Fase             | Público |
| -------------- | --------------- | --------- | ------ | ------------- | ---------------- | ------- |
| 26 de outubro  | 17:00           | Nigéria   | 4–2    | Hungria       | Grupo B          | 944     |
| 26 de outubro  | 20:00           | Equador   | 2–1    | Austrália     | Grupo B          | 337     |
| 29 de outubro  | 17:00           | Nigéria   | 3–2    | Equador       | Grupo B          | 311     |
| 29 de outubro  | 20:00           | Austrália | 2–2    | Hungria       | Grupo B          | 233     |
| 1 de novembro  | 17:00           | Hungria   | 2–3    | Equador       | Grupo B          | 890     |
| 1 de novembro  | 20:00           | Angola    | 0–2    | Brasil        | Grupo A          | 8 203   |
| 5 de novembro  | 16:30           | Angola    | 0–1    | Coreia do Sul | Oitavas de final | 390     |
| 5 de novembro  | 20:00           | Nigéria   | 1–3    | Países Baixos | Oitavas de final | 664     |
| 11 de novembro | 16:30           | Espanha   | 1–6    | França        | Quartas de final | 1 049   |
| 11 de novembro | 20:00           | Itália    | 0–2    | Brasil        | Quartas de final | 8 743   |

### Copa América de 2021
Com as desistências de Colômbia (por conflitos sociais) e Argentina (pela pandemia) em sediarem a Copa América de 2021, a Conmebol transferiu o torneio para o Brasil a menos de 15 dias de seu início. O Estádio Olímpico foi escolhido para sediar o maior número de partidas, com oito jogos no total. Todas as partidas da Copa América foram realizadas sem público.
| Data        | Horário (UTC−3) | Equipe #1 | Placar      | Equipe #2 | Fase             | Público |
| ----------- | --------------- | --------- | ----------- | --------- | ---------------- | ------- |
| 14 de junho | 21:00           | Paraguai  | 3–1         | Bolívia   | Grupo A          | 0       |
| 17 de junho | 18:00           | Colômbia  | 0–0         | Venezuela | Grupo B          | 0       |
| 20 de junho | 21:00           | Colômbia  | 1–2         | Peru      | Grupo B          | 0       |
| 23 de junho | 18:00           | Equador   | 2–2         | Peru      | Grupo B          | 0       |
| 27 de junho | 18:00           | Brasil    | 1–1         | Equador   | Grupo B          | 0       |
| 2 de julho  | 18:00           | Peru      | 3–3 (4–3 p) | Paraguai  | Quartas de final | 0       |
| 3 de julho  | 22:00           | Argentina | 3–0         | Equador   | Quartas de final | 0       |